# Янин, Яков Иванович
Яков Иванович Янин (9 октября 1917, село Личадеево, Ардатовский район, Нижегородская губерния — 1998, Саратов) — советский театральный актёр, народный артист РСФСР (1969). Заслуженный артист Литовской ССР.

## Биография
Яков Иванович Янин родился 9 октября 1917 года в селе Личадеево Ардатовского района Нижегородской губернии.
В 1951 году окончил актёрский факультет Московский государственный институт театрального искусства  им. А. В. Луначарского (ГИТИС).
Играл в Вильнюсском русском драматическом театре.
Затем перешёл в Саратовский театр драмы имени Карла Маркса, где за 30 лет работы сыграл более 80 ролей. Театральные образы, созданные Яниным, отличали большая собранность и законченность сценического рисунка.
Актёр писал про своё творчество:
«Я никогда не был модным актёром, вокруг меня не создавалось сенсаций. На меня не действуют капризы изменчивой моды. Я всегда был как бы фундаментом театра, его живой плотью — его костяк, хребет»
Умер в 1998 году.

## Награды и премии
- Орден «Знак Почёта» (1954)[2].
- Заслуженный артист Литовской ССР.
- Народный артист РСФСР (1969).

## Работы в театре
- 1961 — «Орфей спускается в ад» Теннесси Уильямса — Вэл Ксавье
- 1968 — «Баловень судьбы» Юрий Мячин — Басаргин
- 1971 — «Дети Ванюшина» Сергей Найдёнов — Ванюшин
- 1973 — «Таланты и поклонники» А. Островского — Нароков
- 1984 — «Жили-были мать да дочь» Ф. А. Абрамова, режиссёр А. И. Дзекун
- «Третья патетическая» Н. Погодина — Дятлов
- «Волки и овцы» А. Островского — Беркутов
- «Идиот» Ф. Достоевского — Епанчин
- «Старомодная комедия» А. Арбузова — Родион Николаевич
- «Ретро» А. Галина — Чмутин
- «Жили-были мать да дочь» по роману Фёдора Абрамова «Пелагея и Алька»
- «Картина»  по роману Даниила Гранина (реж. Александр Дзекун) — Поливанов